# 班塔昌站
班塔昌車站屬泰國首都曼谷蘇凡納布機場捷運城市線上的一個中途車站。2010年8月23日起啟用。

## 车站构造
位於曼谷至春武里府高速公路旁，車站長200公尺。佔地三層，地下是公共汽車站及停車場；二樓為票房、售票機及商店；三樓為月台。
| L3                | 月台 | \| 側式 · 開左邊车门 \| \| \| \| \| \| 曼谷机场快线往素万那普（莱卡邦） \| \| \| \| 曼谷机场快线往帕亚泰（华玛） \| \| 側式 · 開左邊车门 \| \| \| |
| L2                | 站厅 | 票务、客服中心、商业 |
| L1                | 地面 | 停车场、巴士站 |
| 側式 · 開左邊车门 |      | |
|                   |      | 曼谷机场快线往素万那普（莱卡邦） |
|                   |      | 曼谷机场快线往帕亚泰（华玛） |
| 側式 · 開左邊车门 |      | |